# Протеогликан
Протеогликани су посебна врста гликопротеина са великом количином полисахарида. Чини их протеинско језгро са ковалентно везаним ланцем гликозаминогликана (ГАГ). Ланци гликозаминогликана су дугачки карбоксилни полимери (од по два типа дисахарида). Они су негативно наелектрисани услед присуства сулфата и група уронске киселине.

## Протеогликани у организму
Налазе се у екстрацелуларном матриксу, али су и конституенти ћелијских мембрана. Због присуства полисахарида, протеогликани су хидратизовани и чине геласту, јако масивну супстанцу у којој су уроњени фибриларни протеини. Овакав састав протеогликана, врши сличну функциу као пектин биљака. Он омогућава отпорност матрикса на притисак, уједно допуштајући дифузију хране, метаболита и хормона.  Значајни су у развоју зглобова, костију, мишића, обезбеђују затегнутост коже. Такође, важна је и улога протеогликана у ћелијској комуникацији преко адхезивних и сигналних молекула.
Хијалуронат је сахаридни молекул велике дужине, који обично није везан за протеин (чини га само гликозаминогликан). Има улогу у смањењу силе притиска, затим у ембрионалном развићу, зарастању рана, служи као адхезивни (везивни) молекул тим пре што се налази и као интегрални протеин ћелијске мембране и као конституент ЕЦМ-а.
Агрекан (енгл. aggrecan) се налази у хрскавици, даје јој геласто својство и велику отпорност на деформације. То је највећи познати макромолекул, дужине и до 4 mm.
Бигликан и декорин  најзаступљенији су протеогликани у коштаном ткиву. Оба ова протеогликана имају места везивања за колаген тип I и ТГФ-β. Код мишева код којих је уклоњен ген за бигликан, пронађено је кашњење у расту костију смањење коштане масе и чврстоће костију. Декорин је неопходан током ендохондралне осификације у подручјима где је изражен колаген тип I. Сматра се да бигликан, учествују у функцији механорецептора остеоцити као претварач  механичких надражаја кроз коштане канале.